# Astron (satelita)
Astron (ros. Астро́н) – radziecki teleskop kosmiczny przeznaczony do obserwacji obiektów kosmicznych w zakresie promieniowania ultrafioletowego, rentgenowskiego oraz innych rodzajów promieniowania, wystrzelony w przestrzeń kosmiczną na pokładzie rakiety Proton K 23 marca 1983 roku. Zadaniem satelity było m.in. badanie i obserwacja procesów narodzin i śmierci gwiazd. Urządzenie zostało zaprojektowane przy współudziale naukowców z Krymskiego Obserwatorium Astrofizycznego, a także Marsylskiego Obserwatorium Astronomicznego i Stowarzyszenia naukowego im. Ławoczkina, było oparte w głównej mierze na projektach sond kosmicznych Wenera. Z próbnika międzyplanetarnego Wenera usunięto antenę łączności dalekosiężnej, silnik korekcyjny i zbiorniki paliwa, a w zamian zainstalowano butle ze sprężonym powietrzem do kierowania aparaturą obserwacyjną. Posiadał też aparaturę umożliwiającą wykrywanie ciężkich pierwiastków, między innymi rtęci i platyny, a również pierwiastków promieniotwórczych, co ma duże znaczenie dla zrozumienia mechanizmu przemieszczania się materii w gwiazdach i zachodzących tam procesów. Satelita zarejestrował występowanie w atmosferze niektórych gwiazd znacznej ilości ołowiu (gwiazda Kappa Cancri w gwiazdozbiorze Raka wykazała w swojej atmosferze około 100 razy więcej ołowiu niż Słońce. Astron stwierdził, że gwiazda Ro Leonis z gwiazdozbioru Lwa wysyła stale ze swego wnętrza strumień rozżarzonej materii z prędkością 500 km/s.
Od chwili jego wystrzelenia aż do momentu końca jego misji, czyli przez około 6 lat, był to największy tego rodzaju teleskop wystrzelony na orbitę okołoziemską.
Ładunek znajdujący się na pokładzie sondy Astron składał się z 80 centymetrowego teleskopu ultrafioletowego, który został zaprojektowany wspólnie przez ZSRR i Francję, oraz ze spektrometru rentgenowskiego. Przed lotem teleskop przeszedł szereg testów wytrzymałościowych, znacznie przekraczających to, czego wymaga się zazwyczaj od delikatnych urządzeń tego typu.
Pojazd kosmiczny wraz z ładunkiem został umieszczony na orbicie okołoziemskiej o apogeum wynoszącym około 200 tys. km, oraz perygeum w odległości około 2000 km od Ziemi. Dzięki temu sonda mogła prowadzić dokładne obserwacje, gdyż pozycja jej orbity znajdowała w głównej mierze poza tzw. pasem Van Allena, oraz cieniem rzucanym przez kulę ziemską. Do najważniejszych obiektów obserwowanych przez satelitę, należy zaliczyć supernową SN 1987A, obserwowaną w okresie od 4 do 12 marca 1987 roku. W grudniu 1985 roku sonda wykonała zdjęcia komety Halleya, które pozwoliły radzieckim naukowcom opracować model jej komy.
Teleskop działał do czerwca 1989 – wielokrotnie dłużej niż wynosił jego zakładany czas pracy, czyli 1 rok.